# Virginijski duhan
Virginijski duhan (pravi duhan, duhan pušenac, tabak, tutun, lat. Nicotiana tabacum), jedna od sedamdesetak vrsta u rodu duhana. Raste kao jednogodišnja raslinja do trajnica. 
Domovina mu je Bolivija odakle se rasprostranio po Europi (uključujući Hrvatsku), Aziji, Africi i dijelovima Sjeverne Amerike.

## Opis
Duhan je narodni naziv biljke Nicotiana tabacum i, u ograničenoj mjeri, “astečki duhan” (N. rustica) i sušeni list koji se koristi, obično nakon odležavanja i obrade na razne načine, za pušenje, žvakanje, šmrkanje i ekstrakciju nikotina. Razne druge vrste iz roda Nicotiana uzgajaju se kao ukrasne biljke, poznate pod zajedničkim nazivom “cvjetajući duhani”.

## Uzgoj
Iako je duhan tropskog porijekla, uzgaja se diljem svijeta. Kultivirani duhan (N. tabacum) zahtijeva razdoblje bez mraza od 100 do 130 dana od datuma presađivanja do zrelosti u polju. Divlji ili “astečki duhan”  (N. rustica), koji se u određenoj mjeri uzgaja u Indiji, Vijetnamu i određenim transkavkaskim zemljama, sazrijeva brže i snažniji je od uzgojenog duhana.
Glavni preduvjet za uspješnu kulturu duhana je zaliha dobro razvijenih zdravih sadnica koje su dostupne u pravo vrijeme za presađivanje. Tlo za gredicu s biljkama mora biti plodno, s dobrom obradom i drenažom; mora biti zaštićena od hladnih vjetrova i izložena suncu. Tlo se obično djelomično sterilizira spaljivanjem ili korištenjem kemikalija kao što je metil bromid (sada ilegalno u mnogim zemljama) za kontrolu biljnih bolesti, korova, štetočina insekata i nematoda. Tlo mora biti fino usitnjeno i poravnato kako bi se sjeme moglo lagano prekriti zemljom valjanjem ili gaženjem. Važna je ravnomjerna raspodjela sjemena. U toplim predjelima svijeta, sadnice koje klijaju proizvode se na otvorenom u hladnim okvirima prekrivenim tankom pamučnom tkaninom ili tankim malčem, poput nasjeckane trave (osobito se koristi u Zimbabveu), slame ili borovih iglica. U hladnijim krajevima koristi se staklo ili plastika, a velika pažnja se posvećuje zalijevanju i prozračivanju. Nakon 8 do 10 tjedana sadnice su dugačke 10 do 18 cm (4 do 7 inča) i spremne su za presađivanje u polje. Strojevi za presađivanje uvelike se koriste u nekim područjima, ali velik dio svjetskog duhana sadi se ručno.
Razmak biljaka u polju jako varira ovisno o tipovima duhana. Sojevi “Orinoco”, koji se koriste za sušenje flue-curing (Virginia duhan se suši “flue-cured” što znači da se listovi vješaju u staje za sušenje, gdje se stvara grijani zrak za sušenje lišća. Kako gube vlažnost, razvijaju svoju posebnu aromu, teksturu i boju.), uzgajaju se u redovima udaljenim 1,2 metra (4 stope), s biljkama udaljenim 50 do 60 cm (20 do 24 inča) u redu. Sorte u skupini “Pryor” uzgajaju se za proizvodnju tamnih vrsta sušenih na zraku i sušenih u vatri i često se sade na brdašcima udaljena 1 metar (3,5 stope). Sojevi “Burley” i “Maryland”, koji se koriste za proizvodnju svijetlih zračno sušenih duhana, mogu se saditi na 81 do 91 cm (32 do 36 inča) razmaka ili bliže. Širokolisne sorte i sojevi sa sjemenskim lišćem, uključujući sorte “Havana seed”, “Cuban” i “Sumatra”, koriste se za proizvodnju cigara; uzgajaju se u redovima udaljenim 1 metar (3 stope), s pojedinačnim biljkama postavljenim na udaljenosti od 38 do 68 cm (15 do 27 inča) jedna od druge. Raznolikost koja se uzgaja za proizvodnju “Periquea” ima najširi razmak, s redovima udaljenim 1,5 metara (5 stopa) i 91 do 107 cm (36 do 42 inča) između biljaka. Aromatični duhani, koji se također koriste za cigare, postavljaju se u redove na udaljenosti od 38 do 60 cm (15 do 24 inča) s 8 do 20 cm (3 do 8 inča) između biljaka u redu.
Zahtjevi za tlo uvelike variraju ovisno o vrsti duhana koji se uzgaja, iako je općenito poželjno dobro drenirano tlo s dobrim prozračivanjem. Flue-cured, Maryland, cigar-binder i wrapper vrste duhana proizvode se na pjeskovitom i pjeskovitom ilovastom tlu. Burley, air-curfed, fire-cured i cigar-filler uzgajaju se na muljevitim ilovastim tlima. Potreba za gnojivom određena je vrstom duhana, tlom i klimom; dušik, fosfor i kalij obično se primjenjuju prema potrebi kako bi se spriječili simptomi nedostatka prehrane.

## Bolesti i štetnici
Uobičajene bolesti i štetnici su crna trulež korijena, fuzarijsko venuće, virus mozaika duhana (TMV), bakterijska pjegavost lišća, peronospora, “black shank”, volovod i “vještičja trava” (Striga). Oni se mogu kontrolirati sanitacijom, plodoredom, uporabom fungicidnih i herbicidnih sprejeva i fumiganata te uzgojem sojeva otpornih na bolesti. Neke otporne sorte duhana proizvedene su miješanjem željenih karakteristika dugocvjetnog duhana (N. longiflora) i N. glutinosa, među ostalima, sa sortama komercijalnog duhana.
Insekti štetnici se suzbijaju na usjevima koji rastu korištenjem pesticidnih sprejeva i zaprašivanja, na uskladištenom proizvodu fumigacijom i hvatanjem u zamke. Biološka kontrola često je učinkovita. Fumigacija kontrolira nematode u polju.

## Žetva
Duhan se bere 70 do 130 dana nakon presađivanja na jedan od dva načina: (1) cijela biljka se reže, a stabljika se rascijepi ili probode i objesi na duhanski štap ili letvicu, ili (2) lišće se uklanja u intervalima kako zrije. Listovi omota cigara i aromatičnog duhana nanižu se pomoću igle, a listovi za sušenje u dimu se upletu u omču pomoću konca zavezanog za letvu ili štap koji je obješen u staji za sušenje. Kako bi se spriječilo lomljenje tijekom rukovanja potrebnim za sušenje, poželjno je da list uvene bez opeklina od sunca. Duhan se može ostaviti na polju od nekoliko sati do dva dana da uvene.

## Sušenje
Tri najčešća načina sušenja su zrakom, vatrom i dimom. Četvrta metoda, siušenja na suncu, prakticira se s aromatičnim vrstama i u ograničenoj mjeri s vrstama koje se suše na zraku. Sušenje uključuje četiri bitna koraka: venuće, žućenje, bojanje i sušenje. One uključuju fizičke i kemijske promjene u listu i regulirane su za razvoj željenih svojstava. Sušenje zrakom uglavnom se postiže mehaničkom ventilacijom unutar zgrada. Koks, drveni ugljen ili naftni plin mogu se spaljivati da bi se osigurala toplina kada to uvjeti zahtijevaju. Sušenje na zraku, koje zahtijeva od jednog do dva mjeseca, koristi se za mnoge vrste duhana, uključujući tamne tipove sušenih na zraku, cigare, “Maryland” i “Burley”.
Proces sušenja u vatri nalikuje sušenju na zraku osim što se otvorena drvena vatra pali na podu staje nakon što je duhan visio dva do šest dana. Dim daje duhanu karakterističnu aromu kreozota. Proces pečenja može biti kontinuiran ili isprekidan, protežući se od tri tjedna do čak 10 tjedana dok sušenje ne završi i dok se list ne osuši do željenog završetka.
Staje za sušenje dimnjaka obično su male i čvrsto izgrađene s ventilatorima i metalnim cijevima ili dimnjacima koji se protežu iz peći oko ili ispod poda staje. Korištena goriva su drvo, ugljen, nafta i tekući naftni plin. Ako se koriste uljni ili plinski grijači, dimovodni kanali nisu potrebni. Toplina se primjenjuje pažljivo, a lišće se pomno promatra zbog promjena u njihovom kemijskom i fizičkom sastavu. Sušenje dimom zahtijeva od četiri do osam dana i koristi se za Virginia ili svijetli duhan. U procesu koji se naziva bulk sušenje, lišće se ravnomjerno stavlja u police raspoređene u komori za sušenje.
- N. tabacum
- N. tabacum